# Yirrkala moorei
Yirrkala moorei är en fiskart som beskrevs av Mccosker 2006. Yirrkala moorei ingår i släktet Yirrkala och familjen Ophichthidae. Inga underarter finns listade i Catalogue of Life.